# Karl Walter Müller
Karl-Walter Müller (* 4. Mai 1931 in Pirmasens; † 26. März 2016) war ein deutscher Politiker der SPD.

## Leben
Nach seinem Abitur machte Müller zunächst die Lehre zum Industriekaufmann und war danach als kaufmännischer Angestellter tätig. Später studierte er Rechts- und Wirtschaftswissenschaften sowie Pädagogik, das Studium schloss er als Diplom-Handelslehrer ab. Von 1958 an unterrichtete er an der Deutschen Schuhfachschule, durch den Einzug in den Landtag musste er diese Tätigkeit beenden. Dafür war er von 1972 bis 1979 ehrenamtlicher Leiter der Pirmasenser Volkshochschule. 1987 übernahm er den Posten des Studiendirektors an der Berufsbildenden Schule Pirmasens.

## Politik
Müller war in der SPD engagiert, dort übernahm er den Posten des stellvertretenden Vorsitzenden im Unterbezirk Pirmasens-Zweibrücken. In Pirmasens war er stellvertretender Vorsitzender der Stadtratsfraktion und ehrenamtlicher Beigeordneter, im Bezirkstag Pfalz bekleidete er das Amt des SPD-Fraktionsvorsitzenden.
Von 1971 bis 1987 war Müller Abgeordneter des rheinland-pfälzischen Landtags. Dort gehörte er dem Fraktionsvorstand und den Ausschüssen für Liegenschaften und Haushalt, der Rechnungsprüfungskommission, dem Zwischenausschuss und dem Unterausschuss „Verbesserung der beruflichen Bildung“ an. In der 8. und 9. Wahlperiode war er Vorsitzender des Ausschusses für Wirtschaft und Verkehr.
Müller hatte noch weitere Mitgliedschaften inne, so saß er im Interregionalen Parlamentarier-Rat, in der Planungsgemeinschaft Westpfalz, dem Planungsbeirat der Landesregierung und im Landesbürgschaftsausschuss. 1979 gehörte er der 7. Bundesversammlung an.

## Ehrungen
- Bundesverdienstkreuz am Bande
- Bundesverdienstkreuz 1. Klasse
- Ehrenplakette der Stadt Pirmasens in Silber und Gold